# Marsdiep

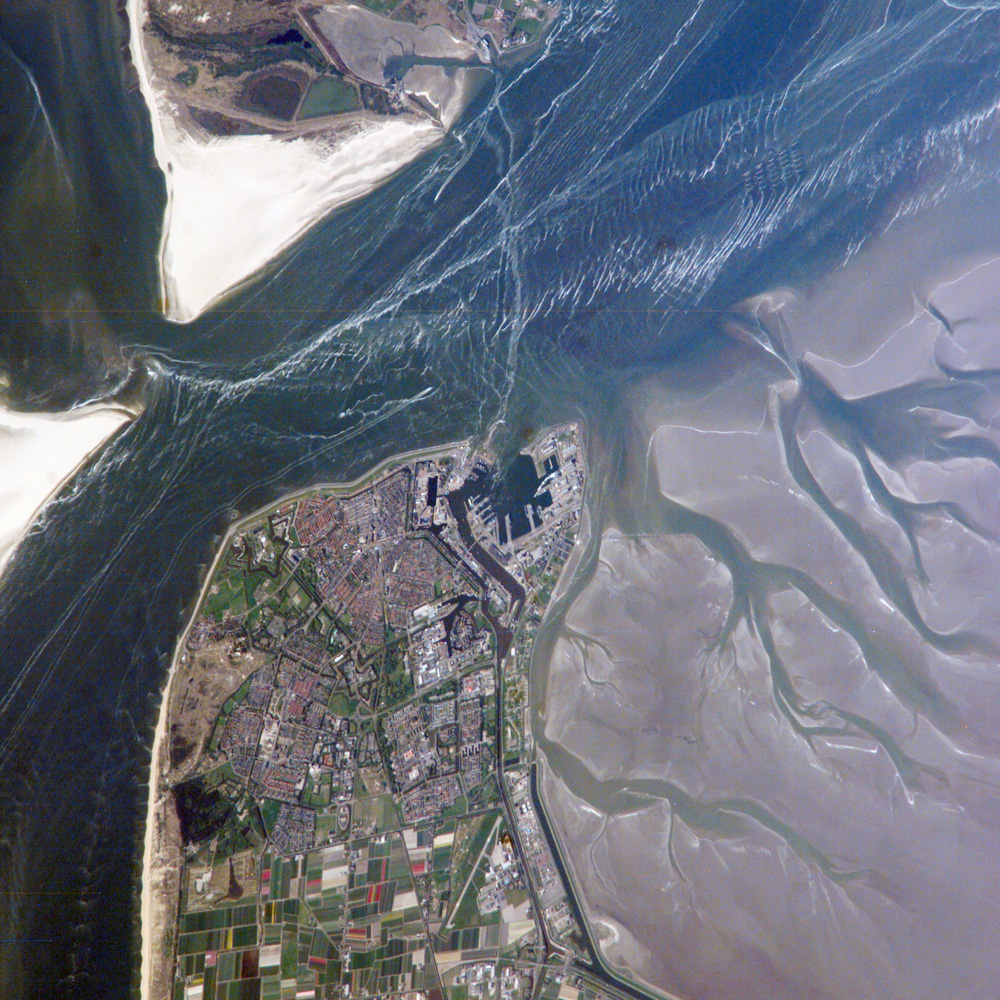
Marsdiep entre Le Helder et l'île de Texel.

Le Marsdiep est un détroit entre la mer du Nord et la mer des Wadden, situé dans le nord des Pays-Bas. Il sépare l'île de Texel de la ville portuaire du Helder. C'est le détroit le plus occidental de la mer des Wadden.

## Historique
Au Haut Moyen Âge, le Marsdiep était un ruisseau qui prenait sa source sur une colline près de Hoorn. Celui-ci est mentionné dès le IXe siècle, comme Maresdeop, de mare (lac) et deop (ou diep = courant). Le Marsdiep forme partiellement la frontière entre les gaus de Texla et Wiron, à un moment où la Frise occidentale et la Frise ne furent séparées que par la Vlie. Cette situation a existé jusqu'à l'inondation de la Toussaint en 1170. Lors de cette inondation, la Mer du Nord créa une brêche entre Huisduinen et Texel, faisant de cette dernière une île, le Marsdiep se jetant désormais dans la Mer du Nord.
Au cours des siècles suivants, le Marsdiep se déplaça vers le sud. Depuis, l'embouchure côté Mer du Nord a été scindée en deux par la création du banc de sable de Noorderhaaks. Entre Noorderhaaks et Texel, le Marsdiep devient Molengat, entre Noorderhaaks en Huisduinen, le Marsdiep devient Breewijd, puis Schulpengat et Westgat. Le point le plus profond du Marsdiep se trouve au nord-ouest du Helder, à l'endroit nommé Helsdeur (la porte de l'enfer), à 45 m.

## Écologie
Avant la fermeture de l'Afsluitdijk en 1932, le Marsdiep abrita une quarantaine de grands dauphins. Depuis, ils avaient disparu, mais en août et septembre 2004, deux groupes de grands dauphins ont été observés dans ce bras de mer.

## Transport
Entre Le Helder et l'île de Texel, un service de ferry permet de traverser le Marsdiep.

## Source
- (nl) Cet article est partiellement ou en totalité issu de l’article de Wikipédia en néerlandais intitulé « Marsdiep » (voir la liste des auteurs).